# Мазурчак, Александр Владимирович
Алекса́ндр Влади́мирович Мазурча́к (укр. Олександр Володимирович Мазурчак; род. 30 июня 1959) — украинский государственный деятель, председатель Печерской районной в г. Киеве государственной администрации (с 26 декабря 2013 по 22 марта 2014). С июня 2015 сопредседатель политической партии «Наш край».

## Биография
- октябрь 1976 — июль 1977 — рабочий Каменец-Подольского сахарного завода;
- сентябрь 1977 — июль 1982 — студент Хмельницкого технологического института бытового обслуживания;
- сентябрь 1982 — декабрь 1985 — главный механик Хмельницкого производственного трикотажного объединения Министерства лёгкой промышленности УССР;
- декабрь 1985 — ноябрь 1988 — начальник сектора механических измерений Хмельницкого центра стандартизации и метрологии;
- ноябрь 1988 — октябрь 1996 — начальник сектора отдела госнадзора за стандартами и качеством продукции государственной поверки и метрологической аттестации средств измерений Хмельницкого центра стандартизации и метрологии;
- ноябрь 1994 — декабрь 1995 — депутат Каменец-Подольского городского совета;
- декабрь 1995 — сентябрь 1997 — заместитель председатель Каменец-Подольского городского совета;
- октябрь 1996 — октябрь 1997 — заместитель директора — начальник Каменец-Подольского отдела Хмельницкого государственного центра стандартизации, метрологии и сертификации;
- сентябрь 1997 — апрель 1998 — секретарь Каменец-Подольского городского совета, исполняющий обязанности Каменец-Подольского городского головы;
- апрель 1998 — январь 2008 — Каменец-Подольский городской голова;
- декабрь 2007 — июнь 2008 — заместитель министра по вопросам жилищно-коммунального хозяйства Украины;
- июнь 2008 — июль 2008 — первый заместитель министра по вопросам жилищно-коммунального хозяйства Украины;
- июль 2008 — февраль 2009 — первый заместитель министра по вопросам жилищно-коммунального хозяйства Украины — начальник Государственной жилищно-коммунальной инспекции Украины;
- февраль 2009 — июль 2009 — первый заместитель министра по вопросам жилищно-коммунального хозяйства Украины;
- июль 2009 — март 2010 — первый заместитель министра по вопросам жилищно-коммунального хозяйства Украины — начальник Государственной жилищно-коммунальной инспекции Украины;
- март 2010 — июнь 2010 — заместитель министра по вопросам жилищно-коммунального хозяйства Украины;
- июнь 2010 — декабрь 2010 — заместитель председателя Киевской городской государственной администрации;
- декабрь 2010 — апрель 2013 — первый заместитель председателя Киевской городской государственной администрации;
- апрель 2013 — декабрь 2013 — советник председателя Киевской городской государственной администрации;
- декабрь 2013 — март 2014 — председатель Печерской районной в г. Киеве государственной администрации;
- март 2014 — первый заместитель исполнительного директора Ассоциации городов Украины[3].

### Образование
- 1977—1982 — Хмельницкий технологический институт бытового обслуживания, механический факультет, инженер-механик (машины и аппараты легкой промышленности);
- 1998—2003 — Хмельницкий институт регионального управления и права, правоведение (юрист);
- 2008 — Национальная академия государственного управления при Президенте Украины, факультет руководящих кадров, управление общественным развитием (магистр).

## Награды и звания
- Орден «За заслуги» III степени (21 августа 2004) — за весомый личный вклад в социально-экономическое, научное и духовное развитие Украины, образцовое выполнение служебной и воинской обязанности, многолетний добросовестный труд и по случаю 13-й годовщины независимости Украины[4];
- Почётная грамота Верховной Рады Украины (7 июля 2004);
- Благодарность Кабинета министров Украины (30 июня 2004);
- орден преподобного Нестора Летописца (2002);
- лауреат всеукраинской программы «Лидеры регионов» (2002);
- Почётная грамота Кабинета Министров Украины (6 декабря 2000) — за весомый личный вклад в развитие местного самоуправления и решение его актуальных проблем[5];
- лауреат в номинации «Городской голова года» (1995) премии «Человек года» (укр.);
- медаль «За заслуги» Союза воинов-интернационалистов Украины.

## Семья
- мать — Надежда Порфирьевна (1933) — учительница математики, пенсионерка;
- отец — Владимир Иванович (1932—1977) — ветеринарный врач;
- жена — Татьяна Васильевна (26 сентября 1960) — предприниматель;
  - дочь — Елена (22 октября 1982);
  - сын — Виталий (26 апреля 1986);
  - дочь — Екатерина (3 января 1990).

## Прочее
А. В. Мазурчак — автор книги «Советы покупателю» (1990).
Имеет свидетельства о внедрении 11 рацпредложений со значительным экономическим эффектом.
Увлекается воздухоплаванием, рыбалкой и теннисом.